# خوسيه ماريا زاراغوزا
خوسيه ماريا زاراغوزا هو مهندس معماري ودبلوماسي فلبيني، ولد في 6 ديسمبر 1912، وتوفي في 26 نوفمبر 1994.